# Danihalli, Honnali
Danihalli là một làng thuộc tehsil Honnali, huyện Davanagere, bang Karnataka, Ấn Độ.